# Pjegava utva
Pjegava utva (lat. Stictonetta naevosa) je vrsta ptica iz porodice pataka, reda patkarica. Jedina je vrsta u zasebnom rodu Stictonetta kao i u potporodici Stictonettinae. U hrvatskom jeziku nema ime, no u drugim jezicima zovu ju, prevedeno, pjegavom patkom. 
Stanište joj je na jugu Australije, gdje je zaštićena zakonom. Tamne je boje, s bijelim pjegicama po čitavom tijelu.

## Vanjske poveznice
|  | Zajednički poslužitelj ima još gradiva o temi Stictonetta naevosa |
|  | Wikivrste imaju podatke o taksonu Stictonetta naevosa             |